# Ісмаїл Муфтізаде
Ісмаїл Мурза Муфтізаде (крим. İsmail Müftizade, рос. Измаил Мурза Муфтий-Заде; 3 травня 1841–1917) — військовий та політичний діяч Російського імперії кримськотатарського походження, історик.

## Життєпис
Походив зі впливового кримськотатарського роду. Старший син Батир-Челебі Муфтізаде, генерал-майора російської армії, та Хакіме Такваєвої. Народився 1841 року в селі Біюк-Токсаба Євпаторійського повіту Таврійської губернії (Надеждіно Сакського району Кримської області УРСР, ліквідовано 1977 року, частина села Крайнє).
Спочатку закінчив Сімферопольську чоловічу казенну гімназію. З 1853 року навчався у Першій Санкт-Петербурзькій чоловічій гімназії, з 5 класу в 1857 році якої перейшов однорічником до Лейбгвардії Кримсько-Татарського напівескадрону зі званням унтерофіцера. 1859 року одружився з онукою князя Кай-бея Балатукова. 1862 року отримав чин корнета.
У 1864 році після розформування напівескадрону був обраний до лейбгвардії 3-го кавказького козачого ескадрону Власного Імператорської Величності Конвою. 1865 року стає поручиком. 1867 року перебував на службі в імператорському Лівадійському палаці. З грудня 1867 року прикомандировано до Одеського військового округу. 1869 року був нагороджений орденом Св. Станіслава 3 ступеню, встановленим для нехристиян.
1871 року надано звання штабсротмістра. 1872 року звільнено на пільгу й прикомандировано до Кримського дивізіону. 1875 року отримав орден Св. Станіслава 2-го ступеня. 1878 року надано звання підполковника.
1884 року обирається гласним Євпаторійського повітового земського зібрання. 1885 року стає головою Євпаторійської повітової земської управи. 1886 року обирається гласним Таврійського губернського земського зібрання (до 1906 року). Був кандидатом в Євпаторійські повітові очільники дворянства, але не був обраний через спротив російського дворянства повіту. Також з цією причин 1888 року залишив посаду голови Євпаторійської повітової управи.
З ініціативи Ісмаїла Муфтіхаде в Євпаторії була відкрита сільськогосподарська школа для кримських татар, утримання якої забезпечувалося за рахунок коштів Муфтізаде. Для цього особисто поїхав до Санкт-Петербург на аудієнцію імператора Олександра III.Отримав від того дозвіл на додаткові субсидій на шкільне приладдя та утрмиання учнів. Міфтізаде заснував стипендію для обдарованих кримськотатарських учнів в розмірі 1500 рублів на рік. Також намагався сприяти підняттю тваринництва в Євпаторійському повіті, особливо у відведенні сінокісних і орних угідь для кримських безземельних татар. Кращі породи каракулевих овець намагався виділити для розведення в села, де переважали кримські татари.
У 1893 році вийшов у відставку в чині полковника з правом носіння мундира. Оселився в Сімферополі і присвятив себе громадській діяльності. 1895 року отримав орден Св. Анни. З 1897 року ініціатор і голова благодійного товариства допомоги бідним мусульманам Криму. З 1899 року співпрацював з «Новинами Таврійської вченої архівної комісії».
У 1905 році на кошти благодійного товариства допомоги бідним мусульманам Криму в Сімферополі було відкрито зразкове 5-річне училище «Мехтебе Рушді». У тому ж році став один з організаторів партії «Іттіфак аль-муслімін» й її кримського відділення.
Був виборщиком під час виборів в Першу і Другу Державні Думи. 14 жовтня 1907 року обраний до Державної думи III скликання. Зблизився з фракцією октябристів, разом з якими голосував із загальнополітичних питань. Залишався близьким до імператорського двору.
1913 року здоров'я Ісмаїла Муфтізаде погіршилося внаслідок смерті сина Мемета. У жовтні 1914 року його дружина Сайді-ханим через Григорія Распутіна і Ганну Вирубову впливала на імператрицю і вдало домоглася заміни Таврійського губернатора Миколи Лавриновського на Миколу Княжевича.
В останні роки свого життя переїжджає до Сімферополя. Він побудовав тут дім, де закінчує свої нариси. Невдовзі публікується, стає членом Архівної комісії. У березні 1917 року важко захворів. 13 квітня 1917 року на засіданні Таврійської вченої архівної комісії Арсеній Фиркович оголосив про смерть Ісмаїла Муфтізаде. Поховано на Старому кримськотатарському цвинтарі Сімферополя.

## Творчість
Вважається першим кримськотатарським військовим істориком. Автор дослідження про кримських татар на військовій службі Російської імперії «Очерки военной службы крымских татар с 1783 по 1899 г.г.» (1905 рік, Сімферополь). Праця, незважаючи на низки помилок та історичних неточностей є важливим джерелом для істориків.

## Родина
Дружина — Сайде-ханим, донька Мемет-бея Балатукова.
Діти:
- Зейнеп (1876-д/н), дружина: 1) Хакім-бека Кличева; 2) Карашайського
- Лейла (1878—1966), дружина Іси Тайганського
- Хатідже (1882-д/н), дружина Кримтаева
- Селім (1884—1945), ротмістр у дивізіоні Кримського кінного полку Добровольчої армії, в еміграції працював таксистом у Парижі
- Мемет (1888—1913)
- Якуб (1893—1919?)
- Мер'єм (1893—1967), дружина: 1) Джан-Ґірая Казумбекова; 2) Османа Боснякова

## Пам'ять
У Криму працює «Фонд розвитку науки і освіти ім. Ісмаїла Муфтій-Заде».